# 洛拉比克
洛拉比克（法語：Laurabuc，法語發音：[loʁabyk] ⓘ）是法国奥德省的一个市镇，属于卡尔卡松区。

## 地理
洛拉比克（43°14'49"N, 1°58'50"E）面积8.04 平方千米，位于法国奧克西塔尼大區奥德省，该省份为法国南部沿海省份，北起塔恩省，西北接上加龙省，西接阿列日省，南至东比利牛斯省，东临地中海，东北与埃罗省接壤。
与洛拉比克接壤的市镇（或旧市镇、城区）包括：洛拉克、米尔瓦勒洛拉盖、佩克西奥拉、圣马丹拉朗德、维拉萨瓦里。

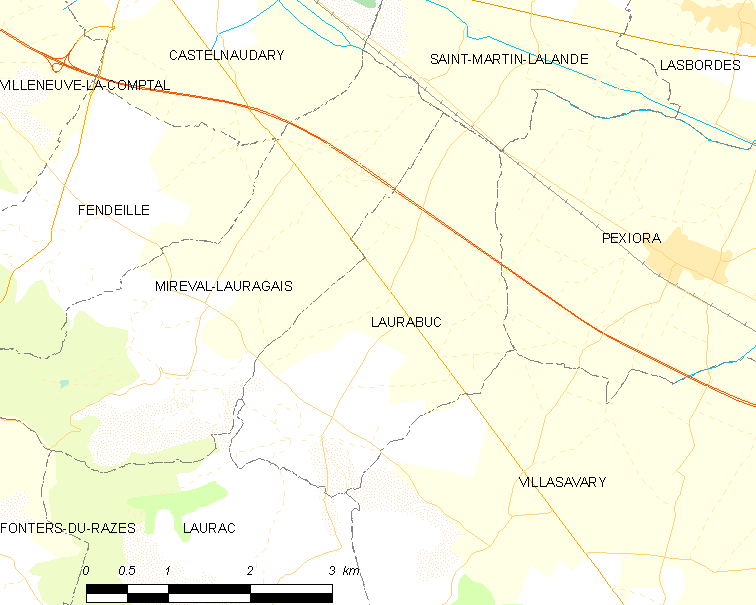
洛拉比克的OSM定位图

洛拉比克的时区为UTC+01:00、UTC+02:00（夏令时）。

## 行政
洛拉比克的邮政编码为11400，INSEE市镇编码为11195。

## 政治
洛拉比克所属的省级选区为拉皮耶日欧拉泽斯县。

## 人口

1962-2008年间洛拉比克人口变化图示

洛拉比克于2022年1月1日时的人口数量为411人。